# E487 (Ecuador)
De E487 of Vía Colectora La Unión-T del Triunfo  (Verzamelweg La Unión-T del Triunfo) is een secundaire nationale weg in Ecuador. De weg loopt van T del Triunfo via Bucay naar Cajabamba.